# Cantón de Ruelle-sur-Touvre
El cantón de Ruelle-sur-Touvre era una división administrativa francesa, que estaba situada en el departamento de Charente y la región de Poitou-Charentes.

## Composición
El cantón estaba formado por cinco comunas:
- L'Isle-d'Espagnac
- Magnac-sur-Touvre
- Mornac
- Ruelle-sur-Touvre
- Touvre

## Supresión del cantón de Ruelle-sur-Touvre
En aplicación del Decreto n.º 2014-195 de 20 de febrero de 2014, el cantón de Ruelle-sur-Touvre fue suprimido el 22 de marzo de 2015 y sus 5 comunas pasaron a formar parte; cuatro del nuevo cantón de Touvre y Braconne y una del nuevo cantón de Angulema-2.